# 응용물리학

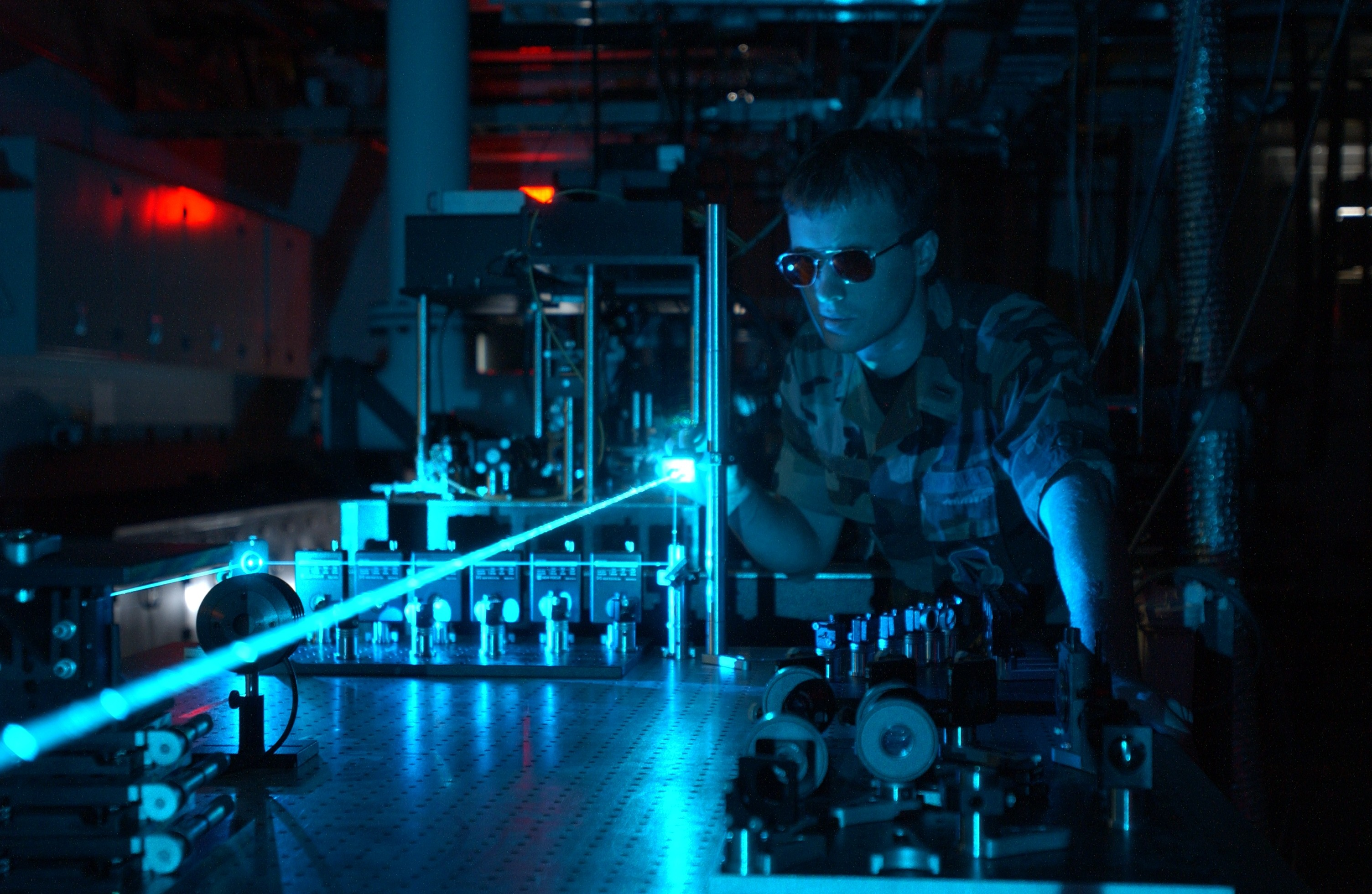
레이저를 사용하는 실험

자기공명영상

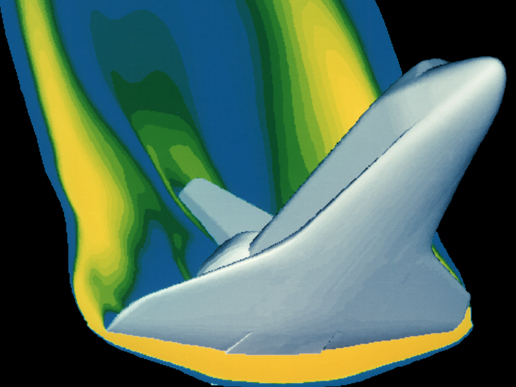
우주왕복선이 재진입하는 모습을 컴퓨터로 모델링 한 것.

응용물리학(應用物理學)은 특정 기술적, 실용적 이용을 목적으로 하는 물리학을 일컫는 일반적 용어이다.
응용 물리학은 순수 물리학과 공학을 연결해주는 학문으로 여겨지고 있다.
"응용"이란 말은 과학자들이 학문을 어떠한 동기를 가지고, 또 어떠한 태도로 기술과 과학을 연관짓는가라는 점에서 "순수"와 미묘하게 구별된다.
응용 물리학자는 실용적인 것들을 설계하기보다는, 물리학을 이용하여 새로운 기술을 개발하거나 공학적 문제들을 해결하는 일을 한다는 점에서 순수 물리학자와 구분된다. 이는 응용 수학에 대한 접근과 비슷하다. 다시 말하자면, 응용 물리학은 물리학의 지식과 근본적 개념에 기반하고 있는 것은 사실이나, 물리학의 원리를 실용적인 기계와 기술의 개발에 이용한다.
또한 응용 물리학자들은 물리학을 과학적 연구에 이용하는 것에도 관심이 있다. 예를 들자면, 가속기 물리연구 분야는 고 에너지 충돌형 가속기의 건설을 가능케 함으로써 이론 물리학의 발전에 기여할 수 있다.

## 같이 보기
- 응용과학
- 응용수학
- 공학